# شون جورج (ملاكم)
شون جورج (بالإنجليزية: Shaun George)‏ مواليد 20 مارس 1979 في بروكلين، نيويورك، الولايات المتحدة، هو ملاكم محترف أمريكي يصنف ضمن فئة الوزن الثقيل بدأ مسيرته الاحترافية سنة 2000.

## المسيرة الاحترافية
من نزالاته:
- انتصر على كريس بيرد بالضربة الفنية القاضية (2008/05/16).
- خسر أمام مات غودفري بالضربة الفنية القاضية (2006/05/10).

## إحصائيات
خاض خلال مسيرته 23 نزالا، فاز في 18 وتعادل في 2 وخسر في 3. فاز بالضربة القاضية في 9 نزالا.

## روابط خارجية
- شون جورج على موقع بوكس ريك (الإنجليزية) (registration required)